# Vojtěchov
Vojtěchov (en allemand : Wojtiechau) est une commune du district de Chrudim, dans la région de Pardubice, en République tchèque. Sa population s'élevait à 396 habitants en 2022.

## Géographie
Vojtěchov se trouve à 6 km au nord-est du centre de Hlinsko, à 23 km au sud-est de Chrudim, à 31 km au sud-sud-est de Pardubice et à 115 km à l'est-sud-est de Prague.
La commune est limitée par Pokřikov au nord, par Krouna à l'est, par Kladno au sud-est, par Jeníkov au sud, et par Hlinsko et Raná à l'ouest.

## Histoire
La première mention écrite de la localité date de 1392.

## Administration
La commune se compose de deux sections :
- Vojtěchov
- Pláňavy

## Galerie

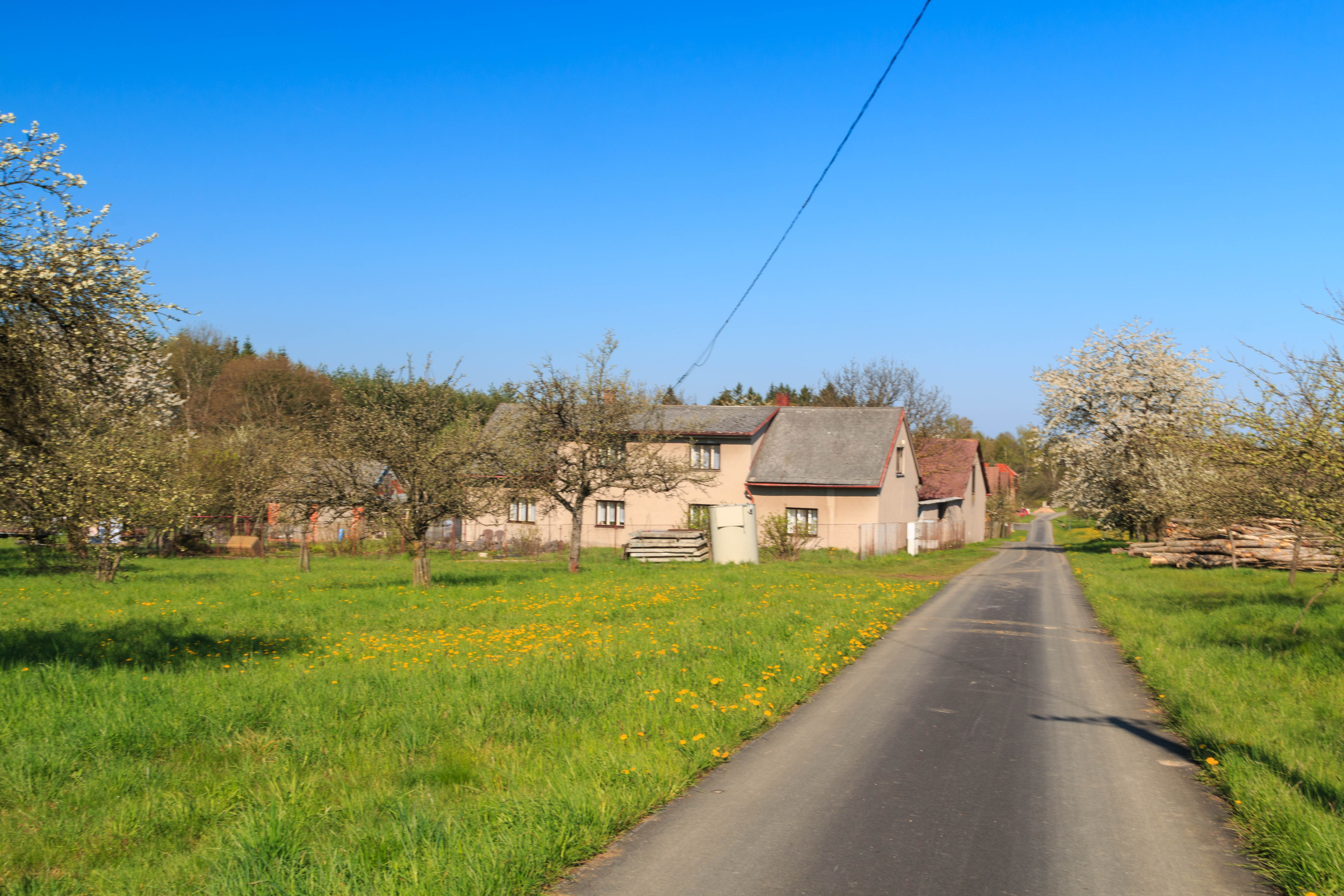
Pláňavy.
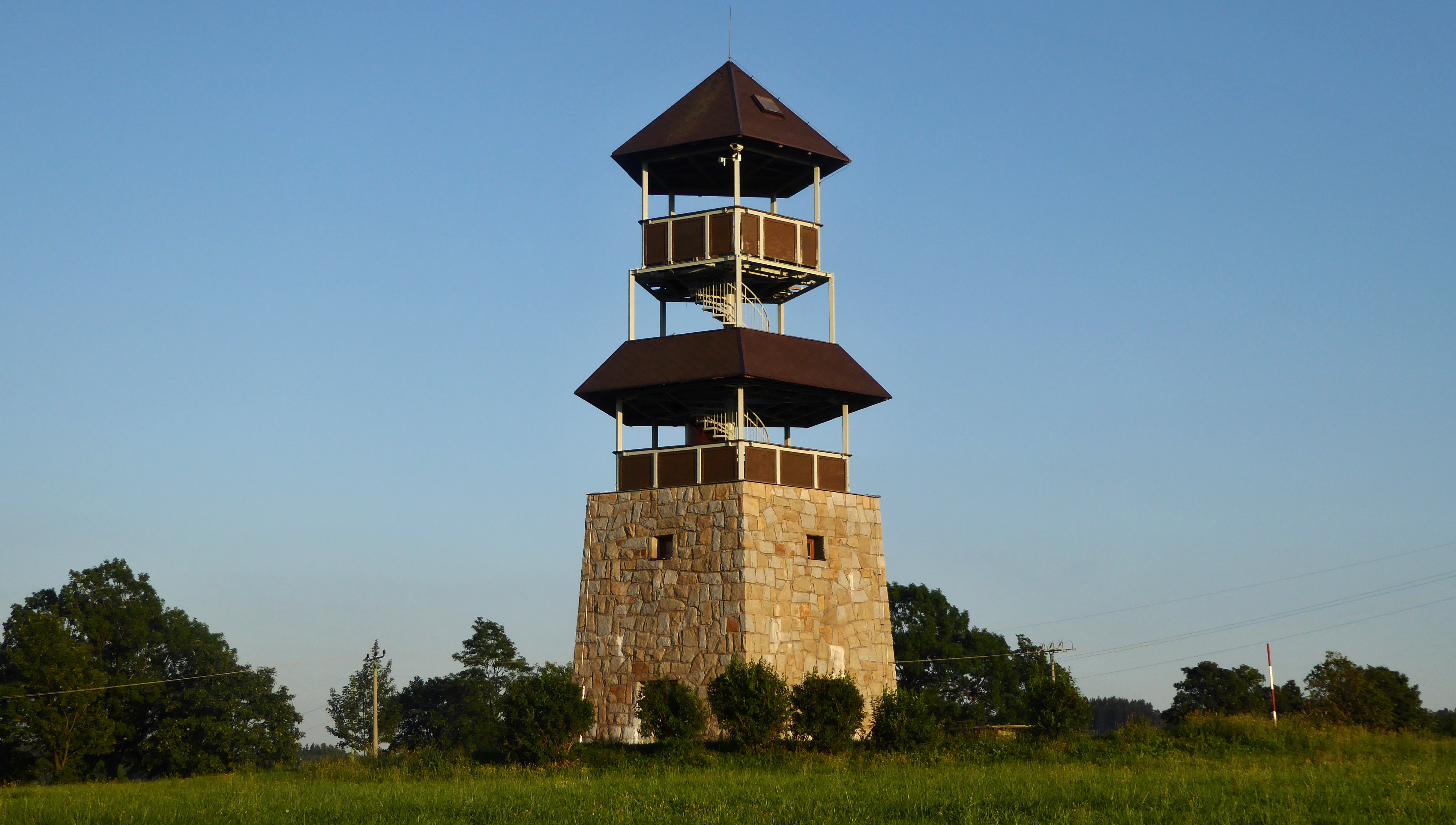
Tour d'observation à Vojtěchovská.

## Transports
Par la route, Vojtěchov se trouve à 8 km de Skuteč, à 29 km de Chrudim, à 40 km de Pardubice et à 152 km de Prague. 